# Real Colegiata de San Hipólito (Córdoba)
La Real Colegiata de San Hipólito es una iglesia católica de la ciudad de Córdoba (España), ubicada entre la Avenida del Gran Capitán y las calles Menéndez Pelayo, Alonso Aguilar y la plaza de San Ignacio de Loyola.
Fue fundada en 1343 por iniciativa de Alfonso XI de Castilla. La iglesia fue cedida a perpetuidad por la Diócesis de Córdoba a la Compañía de Jesús. En ella se encuentran sepultados su fundador el rey Alfonso XI y su padre Fernando IV.

## Historia del templo
La Real Colegiata de San Hipólito de Córdoba formó parte de un monasterio fundado por Alfonso XI, rey de Castilla y León, en 1342. El monarca fundó el monasterio como agradecimiento por su victoria en la Batalla del Salado, librada en el año 1340 y, también, para destinar la iglesia del cenobio a panteón real, pues Alfonso XI deseaba que en ella recibieran sepultura los restos de su padre, el rey Fernando IV el Emplazado, que había fallecido en el año 1312, y en esos momentos estaba sepultado en la Catedral de Córdoba, y también porque deseaba que sus propios restos mortales descansasen allí. El 17 de julio de 1343, hallándose en el sitio de Algeciras, Alfonso XI cedió al monasterio de San Hipólito diversos bienes que habían pertenecido a Martín Pérez y a Ruy Pérez de Castro, y que en esos momentos se hallaban en manos de la cámara del rey, y el soberano encomendó a Fernán Rodríguez, su camarero mayor, la administración de los mismos.
En 1347, cuatro años después de la fundación del monasterio, éste fue elevado al rango de colegiata por el Papa Clemente VI, mediante una bula emitida el 1 de agosto de 1347, con el propósito de que en este templo pudieran ser celebrados los oficios en memoria de los reyes difuntos con la solemnidad adecuada. La devoción mostrada por Alfonso XI hacia San Hipólito aparece reflejada en un documento expedido el 2 de octubre de 1333 en la ciudad de Sevilla, por el que ordenaba a los clérigos de las ciudades de Jerez de la Frontera y de Sanlúcar de Barrameda que celebrasen aniversarios por las almas de sus antepasados en diversas festividades y, especialmente, en el día de San Hipólito, pues era el aniversario de su nacimiento.
Debido a la lentitud de las obras, sólo se realizaron la cabecera y el crucero de la iglesia durante los reinados de Alfonso XI y de su hijo y sucesor, Pedro I de Castilla, quedando inconcluso el resto del edificio hasta el siglo XVIII. Y en 1729, con el beneplácito de Felipe V, las obras para la terminación de la iglesia fueron reemprendidas, y en 1736, siete años después, se dieron por finalizadas.
Las obras realizadas en el siglo XVIII afectaron fundamentalmente a la nave, el crucero y la fachada de la iglesia, y fueron ejecutadas por Juan de Aguilar, con probable traza de Tomás Jerónimo Pedrajas. A lo largo de los siglos XVIII y XIX se levantaron una serie de dependencias que dieron al conjunto de la colegiata su fisonomía actual.
En 1852, durante el reinado de Isabel II de España, el templo perdió el rango de colegiata, aunque la iglesia siguió abierta para el culto, y a finales del siglo XIX ésta fue cedida a la Compañía de Jesús a perpetuidad, que continúa regentándola en la actualidad. El revoco de estuco del exterior del edificio fue repuesto en 1994, siguiendo el modelo original del siglo XVIII, bajo la dirección del arquitecto Arturo Ramírez.

## Descripción del edificio

### Planta del edificio, portadas y claustro

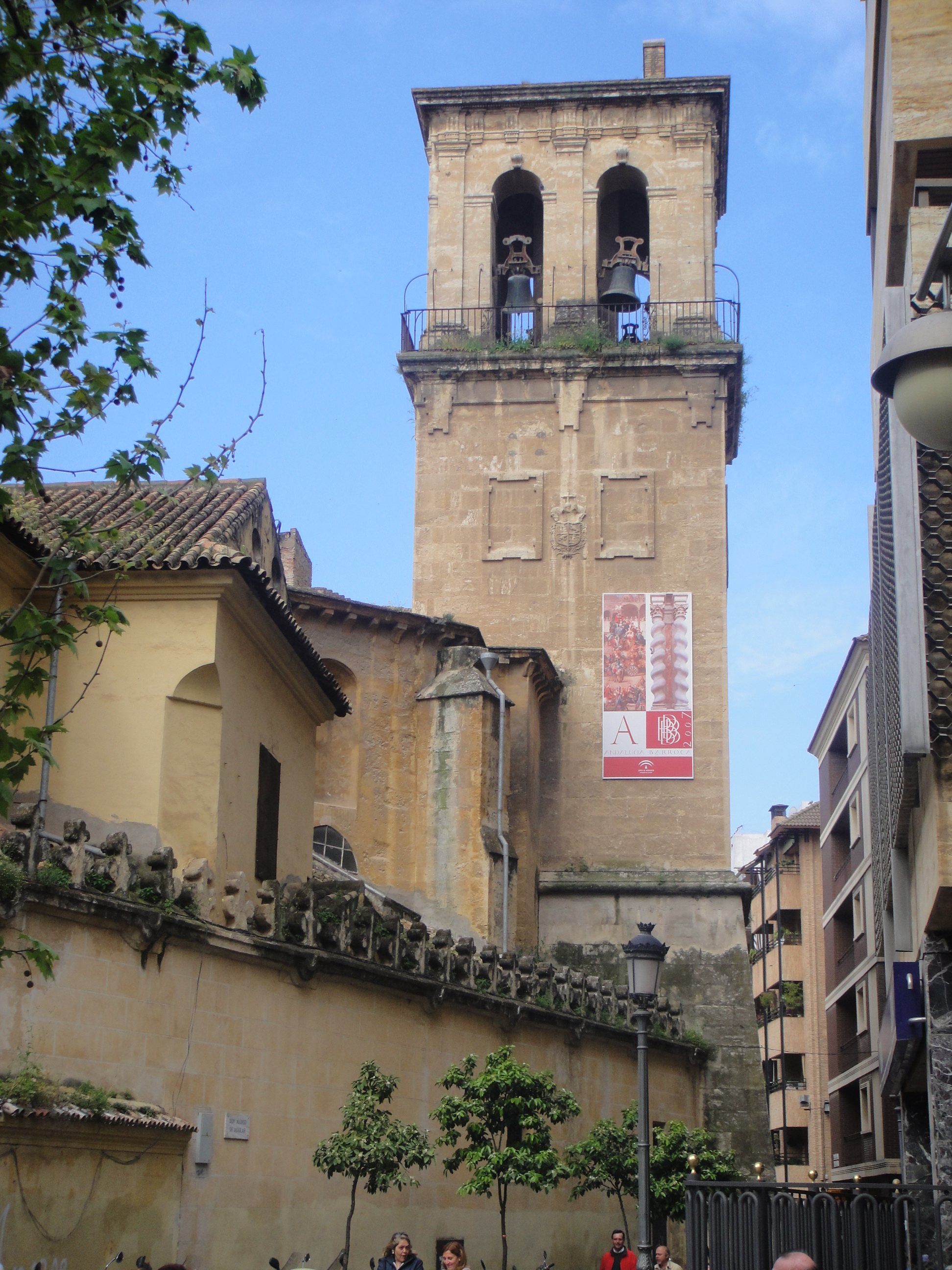
Torre

La planta de la antigua colegiata es rectangular, y está formada por la iglesia, la sacristía y el claustro. La fachada principal de la iglesia, ubicada a los pies del templo, fue realizada en 1730 en ladrillo estucado, y forma un rectángulo coronado por un frontón triangular, y se encuentra adornada con pilastras, pareadas en los extremos y colgantes en el frontón y en el centro, y pequeñas placas recortadas. La portada de la iglesia, realizada en piedra, se compone de un cuerpo con pilastras sobre basamentos quebrados que enmarcan el vano de ingreso, adornado con molduras. Sobre una cornisa se dispone el segundo cuerpo de la portada, en el que se halla una hornacina, flanqueada por estípites, en la que se encuentra alojada la imagen de San Hipólito, y es una de las primeras utilizaciones del pilar-estípite en las fachadas de las iglesias cordobesas. La portada aparece rematada por el escudo del reino de Castilla y León, que se encuentra situado por encima de la hornacina que cobija la imagen de San Hipólito.
En el edificio se encuentran otras dos portadas. Una de ellas es de estilo barroco y comunica con las dependencias privadas. La otra portada permite el acceso al claustro desde la Avenida del Gran Capitán, y se encuentra adornada con molduras de estilo barroco, y sobre ella aparece colocado el escudo de Felipe V, rodeado por el collar de la Orden del Toisón de Oro. A través de esta última portada se accede a un claustro de reducidas proporciones, formado por arquerías de medio punto que descansan sobre pilares de piedra. En la actualidad, parte de las arquerías están transformadas en espacios cerrados.
En el claustro de la antigua colegiata se halla colocado el mausoleo, realizado en mármol rojo y negro, del cronista Ambrosio de Morales, que fue labrado por Luis González en 1620, y costeado por el cardenal Bernardo de Sandoval y Rojas, arzobispo de Toledo y discípulo de Ambrosio de Morales. El mausoleo de Ambrosio de Morales se trasladó a este lugar en 1844, cuando fue demolido el convento de los Santos Mártires de la ciudad de Córdoba, en el que se hallaba ubicado.

### Torre de la iglesia
En 1773 se encomendó al maestro de obras Pedro de Lara la dirección de las obras de la nueva torre de la iglesia, que fue proyectada en su origen como una obra con cuatro cuerpos, de los que solamente llegaron a levantarse dos. El primero de los cuerpos es un prisma rectangular de quince metros de altura, y está adornado con pequeños marcos vacíos, y por ménsulas que sostienen la cornisa sobre la que se asienta el segundo cuerpo de la torre. El segundo cuerpo de la torre es de forma cuadrangular y presenta tres pilastras lisas con capitel toscano en cada lado, entre las que se hallan colocados dos vanos con arcos de medio punto, donde se encuentran ubicadas las campanas. Sobre las pilastras del segundo cuerpo de la torre se alza un entablamento, adornado con triglifos y metopas lisas, que sostiene la cornisa lisa que cubre la parte superior de la torre.
La torre de la iglesia de San Hipólito muestra ciertas similitudes con la torre de la iglesia de San Miguel Arcángel de Villanueva de Córdoba, pues ambas fueron construidas en la misma época.

## Descripción de la iglesia

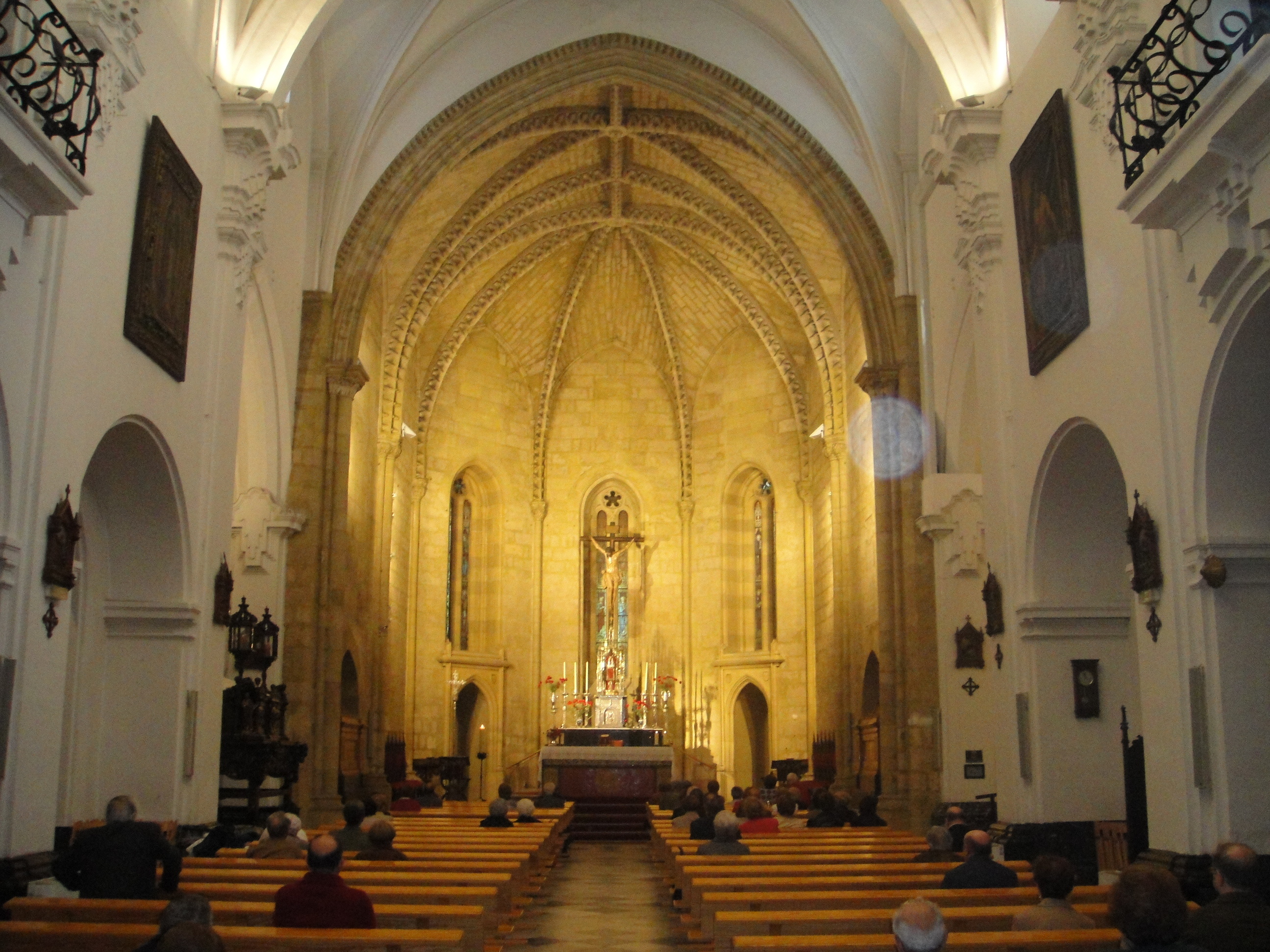
Interior

La Iglesia es de una sola nave, con crucero y cabecera poligonal. La cabecera del templo es obra gótica de alrededor del año 1350, y está formada por un ábside octogonal, precedido de dos tramos, y cubierto con bóveda de crucería con nervios decorados con dientes de perro y espinazo burgalés. El arco toral, con puntas de diamante, se sustenta en capiteles góticos y cubre la obra medieval. Los ventanales góticos se cubren con vidrieras contemporáneas que representan a diferentes santos de la orden de los jesuitas. Bajo los ventanales se sitúan dos portadas neogóticas que permiten el acceso a la sacristía del templo.
El crucero gótico, que fue remodelado en el siglo XVIII, se halla cubierto con bóvedas de nervios, y el cuerpo de la Iglesia se realizó en el siglo XVIII, cuando se reanudaron las obras a fin de lograr la conclusión del templo, y está formado por una única nave con capillas laterales, de cuatro tramos, cubiertas por una bóveda de cañón con lunetos. Sobre las capillas aparecen dispuestas tribunas dirigidas hacia la nave central de la Iglesia. En el alzado de la nave del templo se emplearon pilastras coronadas por placas recortadas.
En el crucero, a la izquierda, se halla ubicado un retablo de la Inmaculada, de estilo barroco y adornado con columnas salomónicas, que fue realizado en 1735 por Teodosio Sánchez Cañada y Martín López. En las entrecalles del retablo se encuentran las imágenes manieristas de los Santos Juanes, y en la calle central se encuentra la imagen de la Inmaculada, del siglo XVIII. En el ático del retablo se halla colocado un lienzo que representa a San Rafael Arcángel. En los muros laterales del crucero se encuentran colocados dos lienzos. Uno de ellos representa al rey Fernando III de Castilla, y es obra del siglo XVIII, y el otro representa a San Nicolás de Bari, y fue realizado en el siglo XIX.
Frente al retablo de la Inmaculada, en la que fue la capilla funeraria del primer señor de Baena, se encuentra colocado el retablo del Sagrado Corazón de Jesús que estuvo dedicada anteriormente a Santiago. Es de similares características que el anterior, con el que forma pareja, hallándose en él las imágenes del Sagrado Corazón de Jesús en el centro, obra de Sánchez Castíñez, y las imágenes de San Francisco Javier y de San Francisco de Borja, que se encuentran en las calles laterales. En el ático del retablo, se halla colocado un lienzo que representa a San José Pignatelli. Junto al retablo, y colocada sobre una peana, se halla colocada una escultura de San Ignacio de Loyola, fundador de la Compañía de Jesús, quien aparece portando un estandarte en el que se halla representado el emblema de la Compañía.
La escultura de San Ignacio de Loyola es obra de Domingo Sánchez Mesa, y fue realizada en 1952. En la pared lateral, y junto al retablo y la estatua descritos anteriormente, se encuentran los sepulcros del fundador Diego Fernández de Córdoba y su primera esposa, Sancha García de Rojas .Los sepulcros de piedra se hallan decorados con grutescos y con los escudos nobiliarios de los allí sepultados. Frente a ellos se alza una puerta que comunica el templo con la sacristía, y sobre ella se halla colocado un lienzo, de estilo barroco, que representa el Calvario.

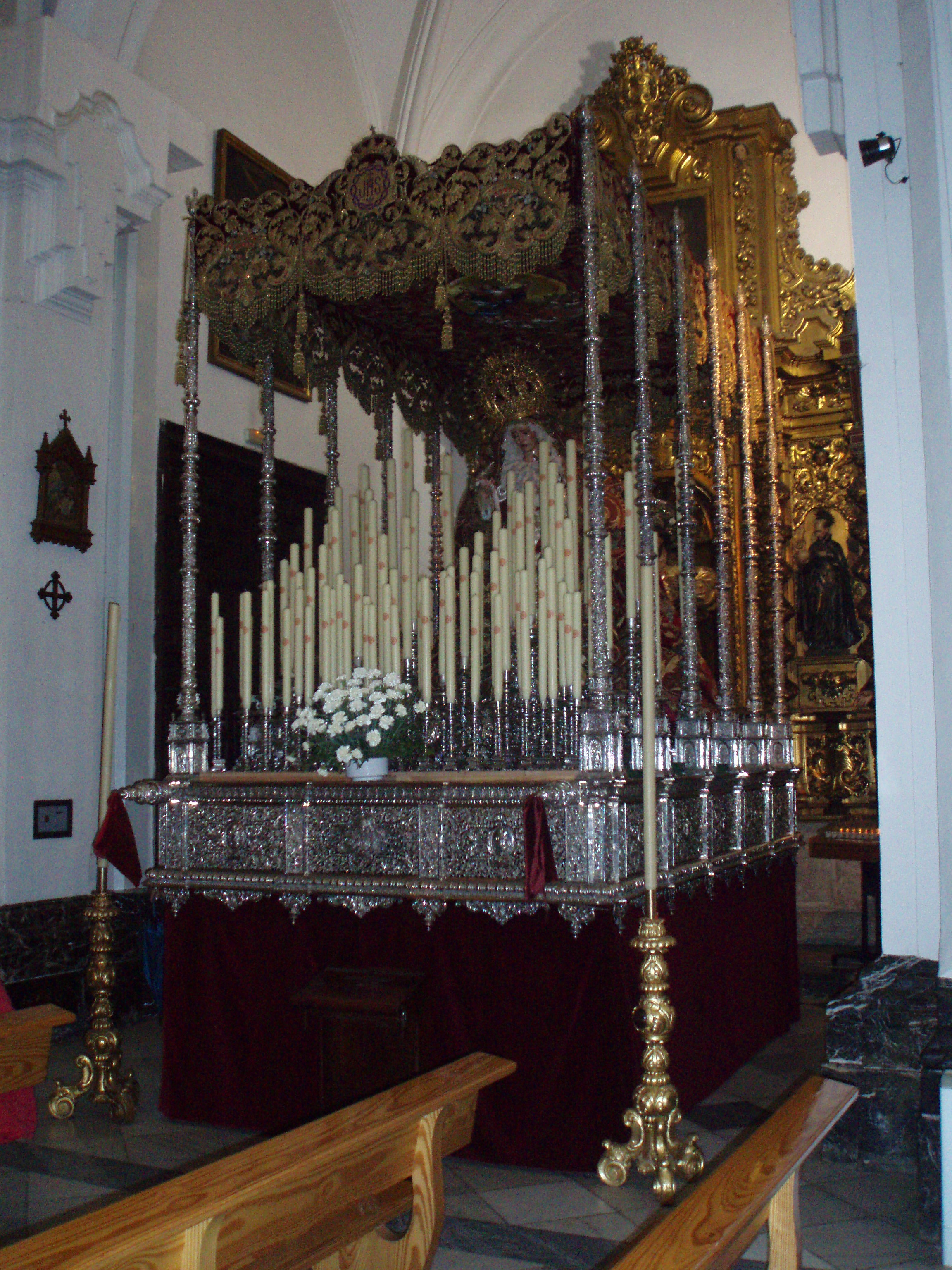
Nuestra Sra. Reina de los Mártires en su paso de palio

En la parte izquierda de la nave de la iglesia se sitúa la capilla del Cristo de la Buena Muerte, de planta cuadrangular y cubierta con bóveda baída. En los ángulos de la bóveda se hallan colocadas cartelas en las que aparecen representaciones del Cordero, panes, vid y fuente. En el centro de la capilla se halla un rosetón, adornado con motivos vegetales y con la paloma del Espíritu Santo. El retablo de la capilla, de estilo barroco y realizado alrededor del año 1755, está realizado en madera tallada sin policromar y presenta una forma cóncava que se adapta al medio punto del arco de la capilla en el que se halla colocado. Está formado por banco, cuerpo y ático, y en la calle central, por encima del sagrario, está colocada una talla del Ecce Homo, fechada en la primera mitad del siglo XVII. El cuerpo principal tiene tres calles, y en la hornacina central se encuentra la imagen de la Virgen de los Dolores y, en los intercolumnios, se encuentran colocadas peanas sobre las que descansan figuras de santos de la misma época en que fue ejecutado el retablo. El ático del retablo es una moldura polilobulada y flanqueada por motivos vegetales tallados. En las paredes laterales de la capilla se encuentran las imágenes del Cristo de la Buena Muerte, que imita el modelo homónimo de Juan de Mesa, y la de Nuestra Señora Reina de los Mártires, siendo ambas imágenes las titulares de la Cofradía de su nombre. Fueron esculpidas por el imaginero Antonio Castillo Lastrucci en 1945 y fueron restauradas por Miguel Ángel González Jurado en 1993.
En el lado izquierdo de la nave se hallan dos retablos del siglo XVIII. Uno de ellos está dedicado a San José y otro a la Virgen de Fátima. A los pies del templo, en el coro, se hallan colocados dos lienzos del siglo XIX que representan a Alfonso XI y a su esposa, la reina María de Portugal, que se hallan protegidos por marcos de yesería. A la altura de las tribunas se encuentra colocado un lienzo del siglo XVII, realizado por Antonio Palomino, que representa a San Jerónimo.
En el lado derecho de la nave de la iglesia se encuentra la capilla de la Virgen del Pilar, que estuvo dedicada anteriormente a Santa Concordia. Es de planta cuadrangular y se halla cubierta por una bóveda semiesférica. Fue construida en el año 1772, y se levantó sobre un terreno cedido por la ciudad de Córdoba para ese fin, según reza una lápida situada en el muro exterior de la iglesia. El retablo de la capilla de la Virgen del Pilar, labrado en mármol, fue realizado en el siglo XVIII, y en él se hallan colocadas las imágenes de la Virgen del Pilar, San Acisclo y Santa Victoria, Santa Concordia y un relieve que representa el bautismo de San Hipólito por San Lorenzo, y en dos hornacinas que hay a los lados del retablo se encuentran colocadas las imágenes de San Ignacio de Loyola y San Estanislao de Kostka.
En el lado derecho de la nave de la iglesia se hallan dos altares, de estilo barroco, dedicados a Santa Bárbara y a San Hipólito. En el altar de Santa Bárbara se encuentran las imágenes de Santa Bárbara, San Expedito y San Miguel Arcángel, todas ellas de factura moderna. En el altar de San Hipólito se venera la imagen del titular, realizada en el siglo XIX.

### Sepulcros de Fernando IV y Alfonso XI

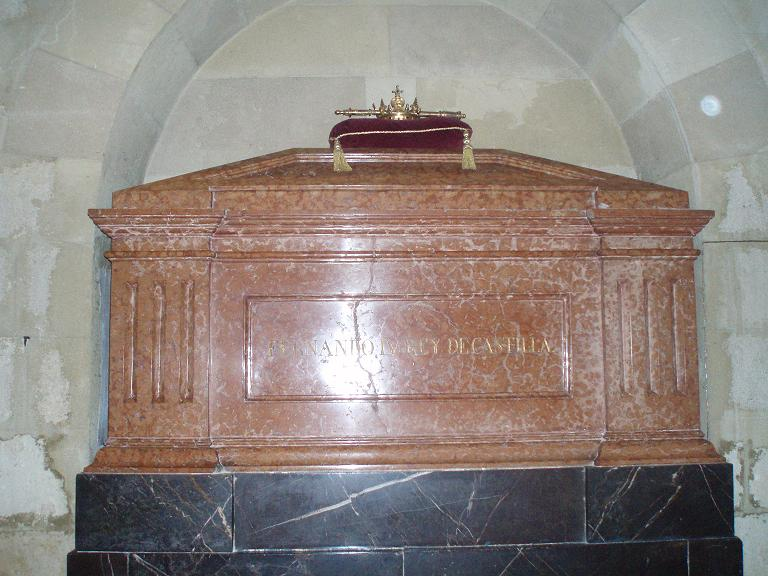
Sepulcro del rey Fernando IV de Castilla

En el tramo primero del presbiterio, alojados en sendos arcosolios, se encuentran los sepulcros que contienen los restos mortales de Fernando IV de Castilla, ubicado en el lado del Evangelio, y el que contiene los restos de su hijo Alfonso XI de Castilla, que se encuentra en el lado de la Epístola.
Los restos mortales de ambos monarcas se hallan depositados en el interior de dos urnas de mármol rojo procedentes del desaparecido monasterio de San Jerónimo de la ciudad de Córdoba, y ambas fueron realizadas en 1846, por encargo de la Comisión de Monumentos. Hasta ese momento, los restos de ambos monarcas se hallaban colocados en sendos ataúdes de madera en el presbiterio de la Iglesia, donde eran mostrados a los visitantes distinguidos. Encima de las cubiertas de los sepulcros de ambos monarcas se encuentran colocados sendos almohadones sobre los que se hallan depositados una corona y un cetro, símbolos de la realeza. Y sobre el arco que contiene el sepulcro de Alfonso XI se halla colocada una lápida con la siguiente inscripción:

Ésta losa / mandó facer / el muy noble e / muy alto e muy /poderoso señor / don Alfonso por /la gracia de Dio / s rei de Castilla / e rey de León e la r / eina Dona María / su muger este / rei ganó la villa / de Alcalá e ven / cio a los reyes de Benam / arín e de Granada / sobre la cerca de / Tarifa e ganó la / noble cibdad de Algecira.

#### Entierro de Fernando IV
En septiembre de 1312, poco después de su defunción, los restos mortales de Fernando IV de Castilla fueron trasladados a la ciudad de Córdoba, y el día 13 de septiembre fueron sepultados en una capilla de la Catedral de Córdoba, a pesar de que su cadáver debería haber recibido sepultura en la catedral de Toledo junto a su padre, el rey Sancho IV, o bien en la catedral de Sevilla junto a su abuelo paterno, Alfonso X de Castilla, y su bisabuelo paterno, Fernando III.
No obstante, debido a las altas temperaturas que se dieron en el mes de septiembre del año 1312, la reina Constanza de Portugal, viuda de Fernando IV, y el infante Pedro de Castilla, hermano del difunto rey, decidieron dar sepultura a los restos mortales de Fernando IV en la Catedral de Córdoba. Y la Crónica de Alfonso XI menciona la causa que motivó la sepultura de los restos mortales de Fernando IV en la ciudad de Córdoba:

El otro dia después que le alzaron rey, acordaron de levar a enterrar el cuerpo del rey Don Fernando su padre a la ciubdat de Cordova, que era cerca dende, ca non le podían levar a Toledo nin a Sevilla por razón de las muy grandes calenturas que facia.

El cortejo fúnebre que acompañó los restos de Fernando IV hasta Córdoba fue presidido por la reina Constanza de Portugal y por su cuñado, el infante Pedro de Castilla. El cadáver del soberano fue depositado en una de las capillas de la Catedral de Córdoba por disposición de su esposa, quien fundó además seis capellanías y dispuso que en el mes de septiembre se celebrase un aniversario perpetuo en memoria del difunto rey. Hasta que transcurrió un año desde la defunción del monarca, cuatro cirios ardieron permanentemente junto a su sepultura y, diariamente, durante ese año, el obispo de la ciudad y el cabildo catedralicio entonaron responsos una vez al día por el alma del difunto rey junto a su sepultura.

#### Entierro de Alfonso XI
En 1350, mientras asediaba Gibraltar, falleció el rey Alfonso XI, hijo de Fernando IV, a los 39 años de edad, a consecuencia de haber contraído la peste, y en un primer momento fue sepultado en la capilla Real de la Catedral de Sevilla, junto a sus antepasados, los reyes Fernando III y Alfonso X, a pesar de que Alfonso XI deseaba ser sepultado en la iglesia de San Hipólito de Córdoba junto a su padre, el rey Fernando IV.
En 1371 fueron terminadas las obras de la Capilla Real de la Catedral de Córdoba y, ese mismo año, los restos mortales de Alfonso XI fueron trasladados a ella por orden de su hijo, Enrique II de Castilla, donde fueron depositados junto a los de su padre, el rey Fernando IV.
Los restos de ambos monarcas permanecieron en la Capilla Real durante varios siglos, depositados en ataúdes de madera, que fueron colocados en la parte superior de la Capilla Real. En 1571, durante una visita a la ciudad de Córdoba, el rey Felipe II solicitó que los ataúdes que contenían los restos de los dos monarcas fueran abiertos en su presencia, y el monarca pudo contemplar entonces los restos de sus dos antepasados y, según refiere el cronista Miguel Salcedo Hierro, durante la apertura de los ataúdes los presentes pudieron comprobar que el estoque de Alfonso XI había desaparecido, a diferencia del de su padre, que sí se conservaba junto a sus restos. Felipe II ordenó al deán de la catedral, que le explicó al soberano que se había roto mientras un sacristán lo limpiaba, que reemplazase el estoque perdido, aunque teniendo en cuenta que el nuevo debería ser un estoque real.

#### Traslado de los restos mortales de Fernando IV y Alfonso XI a la iglesia de San Hipólito

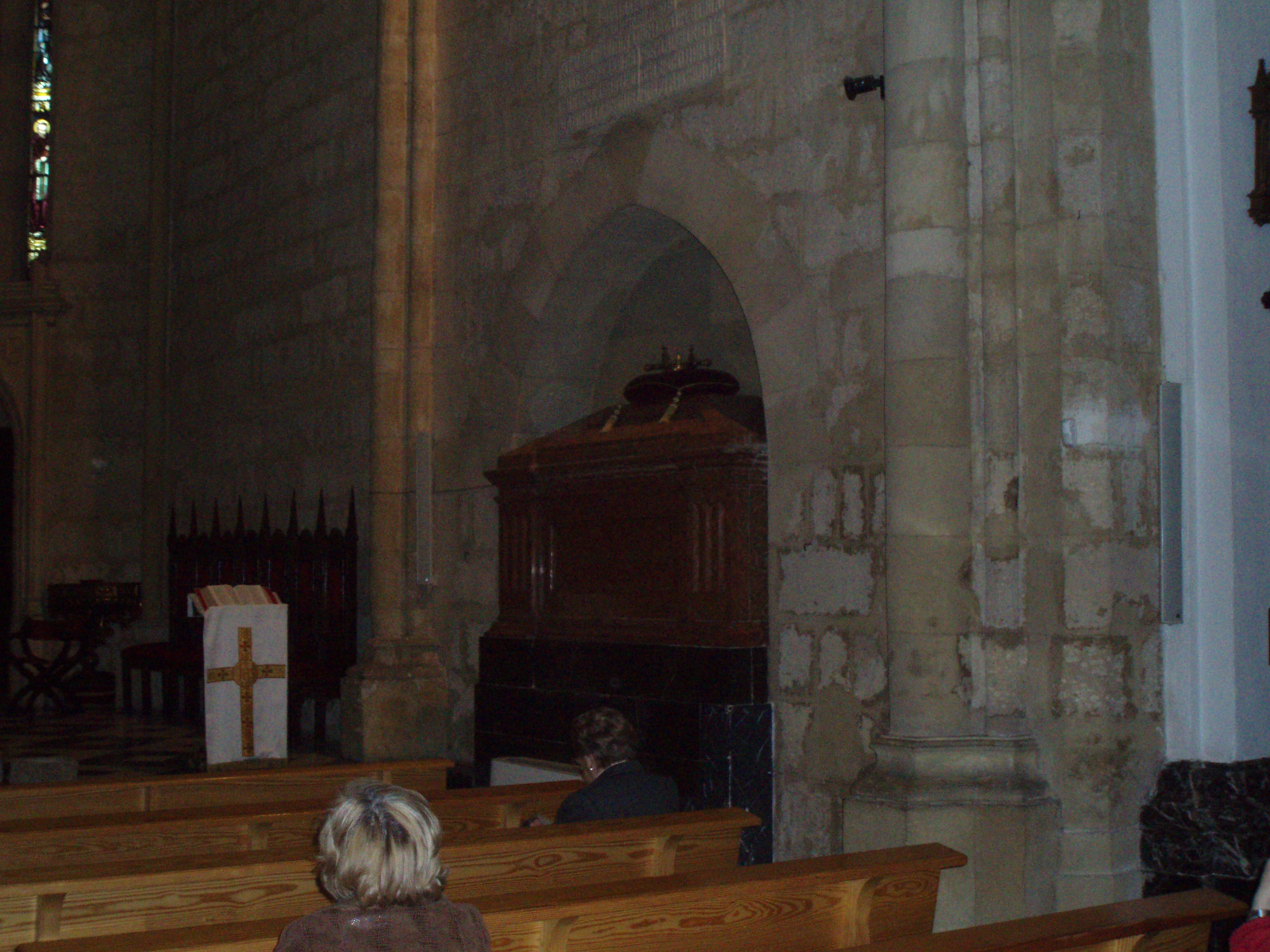
Vista lateral del sepulcro de Alfonso XI de Castilla

En 1728, el Papa Benedicto XIII expidió una bula por la que la Capilla Real de la Catedral de Córdoba quedaba adscrita a la colegiata de San Hipólito de Córdoba, y ese mismo año, después de varias rogativas por parte de los canónigos de esta última, que habían solicitado a Felipe V que los restos de Fernando IV y de Alfonso XI fueran trasladados a su colegiata, el rey autorizó el traslado a la misma de los restos de los dos monarcas, cuyos restos aún descansaban en la Capilla Real de la Catedral de Córdoba.
En 1729 se iniciaron las obras para la terminación de la iglesia de San Hipólito, que se dieron por finalizadas en 1736, y en la noche del 8 de agosto de 1736, con todos los honores, los restos mortales de Fernando IV y de Alfonso XI fueron trasladados a la iglesia de San Hipólito de Córdoba, en la que reposan desde entonces. Al mismo tiempo, los canónigos de San Hipólito trasladaron a su colegiata todos los bienes muebles de la Capilla Real de la Catedral de Córdoba.

### Sacristía

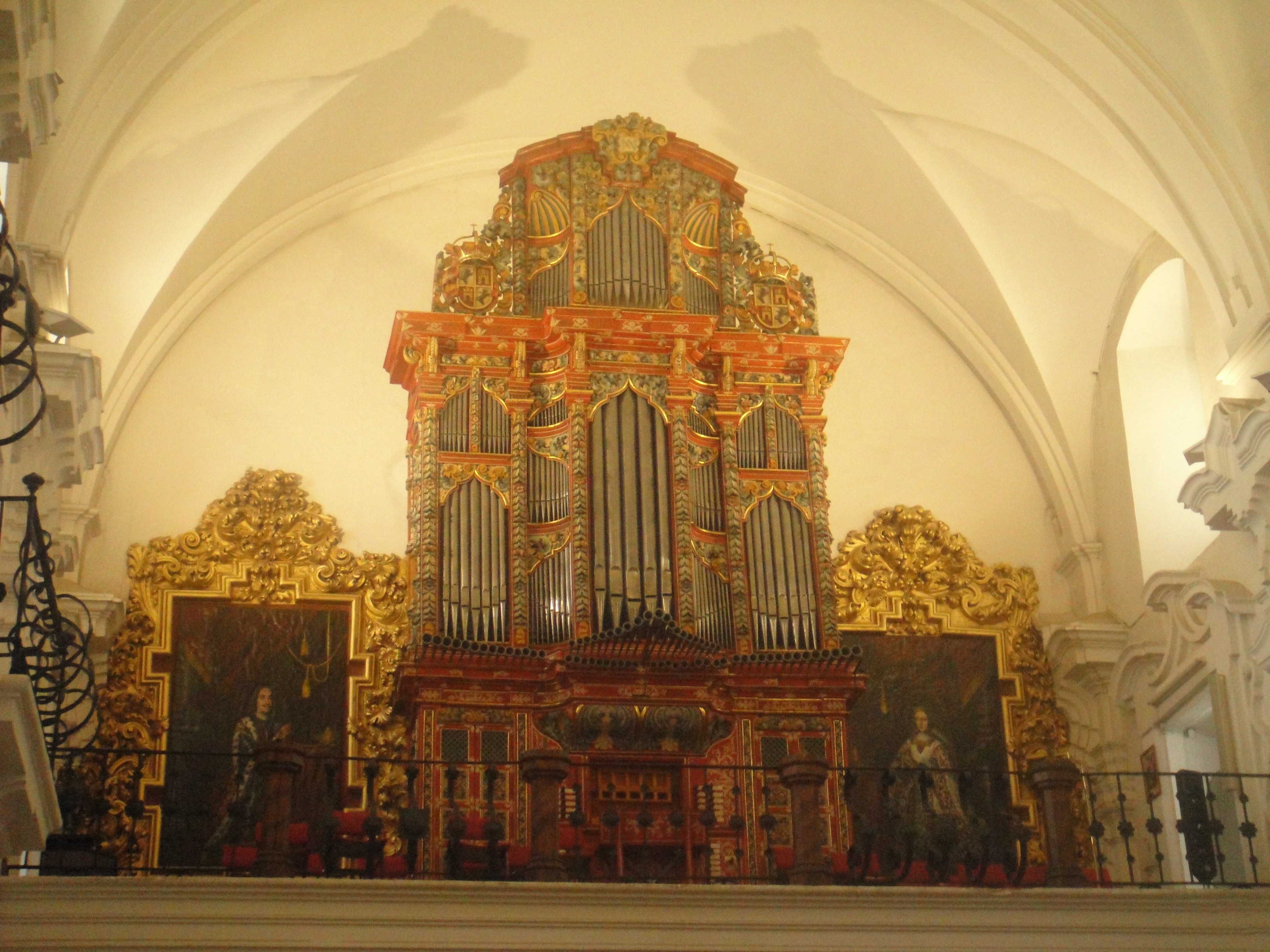
Órgano

En la Sacristía se conservan lienzos de diferentes épocas, entre ellos un Apostolado del siglo XVIII, y dos cuadros en los que se representa la Epifanía y la Piedad. Sobre una mesa de altar se halla una escultura procedente de la antigua capilla funeraria de Diego Fernández de Córdoba que representa a Santiago Apóstol, y es obra de Pedro Duque y Cornejo.
De las obras de orfebrería que conserva el templo destacan un ostensorio de plata sobredorada del siglo XVII, un copón del siglo XVIII, punzonado por Martínez y Cruz, un cáliz sin punzonar del mismo siglo que el anterior, una custodia de asiento del siglo XIX, y varias piezas de estilo neogótico labradas en la década de 1960.

### Órgano
El órgano de la iglesia fue construido por Joseph Corbacho en 1735, y está considerado uno de los más importantes de Andalucía. Se trata de un órgano de dos teclados de 45 teclas con octava corta, y disponen de una decoración a base de puntos característica de la zona cordobesa, con una octava de contras.
En el año 2007 fue restaurado por Joaquín Lois. Sus elementos estructurales y mecánicos se conservaban íntegramente y en su estado original. El material sonoro ha permanecido en buen estado y prácticamente completo, a excepción de los dos registros en ecos y del lleno de la cadereta. Está decorado con pintura al temple sobre estuco en sus fondos y tallas, y también con algunos perfiles dorados.

#### Disposición de Registros sobre secretos
| Mano Izquierda          | Mano Derecha                                    |
| ----------------------- | ----------------------------------------------- |
| 1-Bajoncillo 4'         | 1-Clarín 8'                                     |
| 2-Flautado 8'           | 2-Clarín 8'                                     |
| 3-Violón 8'             | 3-Flautado 8'                                   |
| 4-Octava 4'             | 4-Corneta VI: c#3 Violón 8', 4', 12, 15, 17, 19 |
| 5-Tapadillo 4'          | 5-Octava 4'                                     |
| 6-Quincena 2'           | 6-Violón 8'                                     |
| 7-Lleno II: C1 19, 22   | 7-Tapadillo 4'                                  |
| 8-Zímbala II: C1 22, 26 | 8-Quincena 2'                                   |
| 9-Trompeta Real 8'      | 9-Lleno II: c#3 12, 15                          |
|                         | 10-Zímbala II: c#3 15, 19                       |
|                         | 11-Trompeta Real 8'                             |

| Mano Izquierda        | Mano Derecha       |
| --------------------- | ------------------ |
| 1-Tapadillo 4'        | 1-Flauta Cónica 4' |
| 2-Quincena 2'         | 2-Tapadillo 4'     |
| 3-Decinovena 1 1/3'   | 5-Quincena 2'      |
| 4-Veintidosena 1'     | 4-Quincena 2'      |
| 5-Lleno II: c1 22, 26 | 5-Quincena 2'      |
| 6-Dulzaina 8'         | 6-Lleno III        |
|                       | 7-Clarín de ecos   |
|                       | 8-Corneta de ecos  |
|                       | 9-Oboe 8'          |

Pájaros de tipo "cordobés": Es un dispositivo con seis tubos labiales abiertos que llevan sendas valvulillas que los tapan por la parte superior. Un aspa giratoria, accionada por el aire que sale de un conducto, hace levantar alternativamente estas valvulillas y produce el efecto de gorjeo. No hay, por tanto, cazoleta de agua.

#### Contras (Pedalero)
Diez lenguas de madera, para ocho contras (C,D,E,F,G,A,B,H), tambor y timbal.

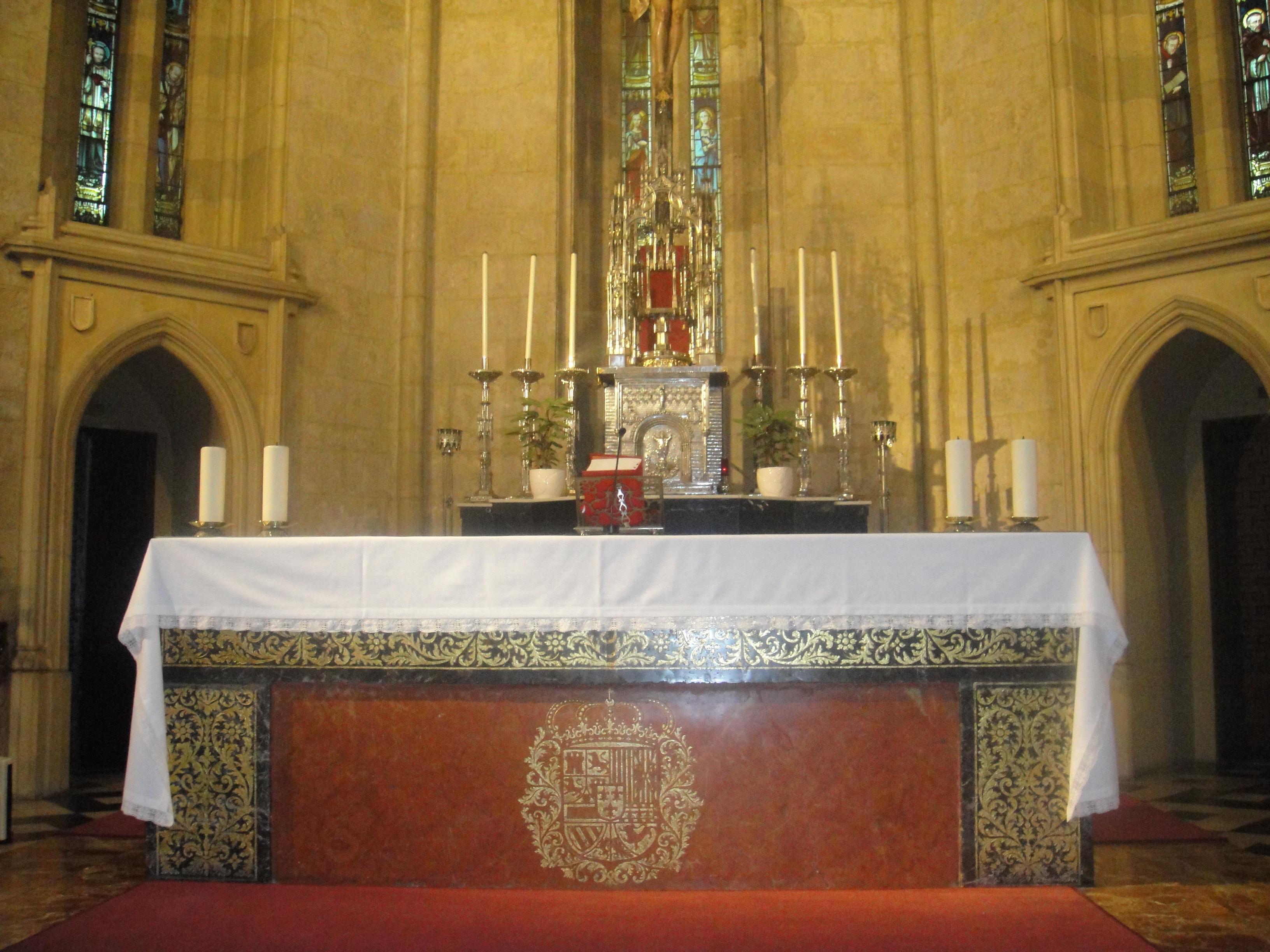
Altar mayor y sagrario
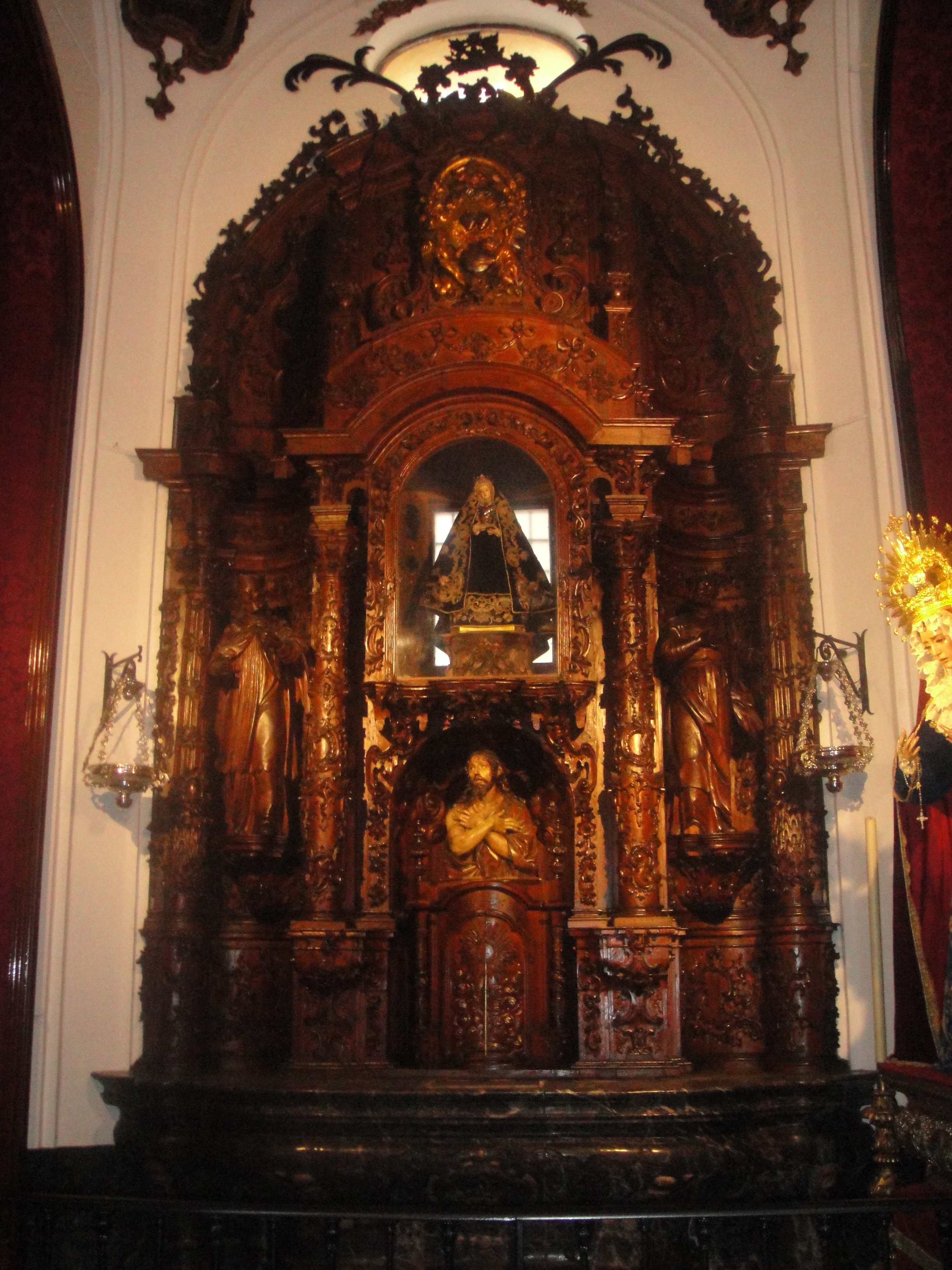
Retablo de la capilla del Cristo de la Buena Muerte
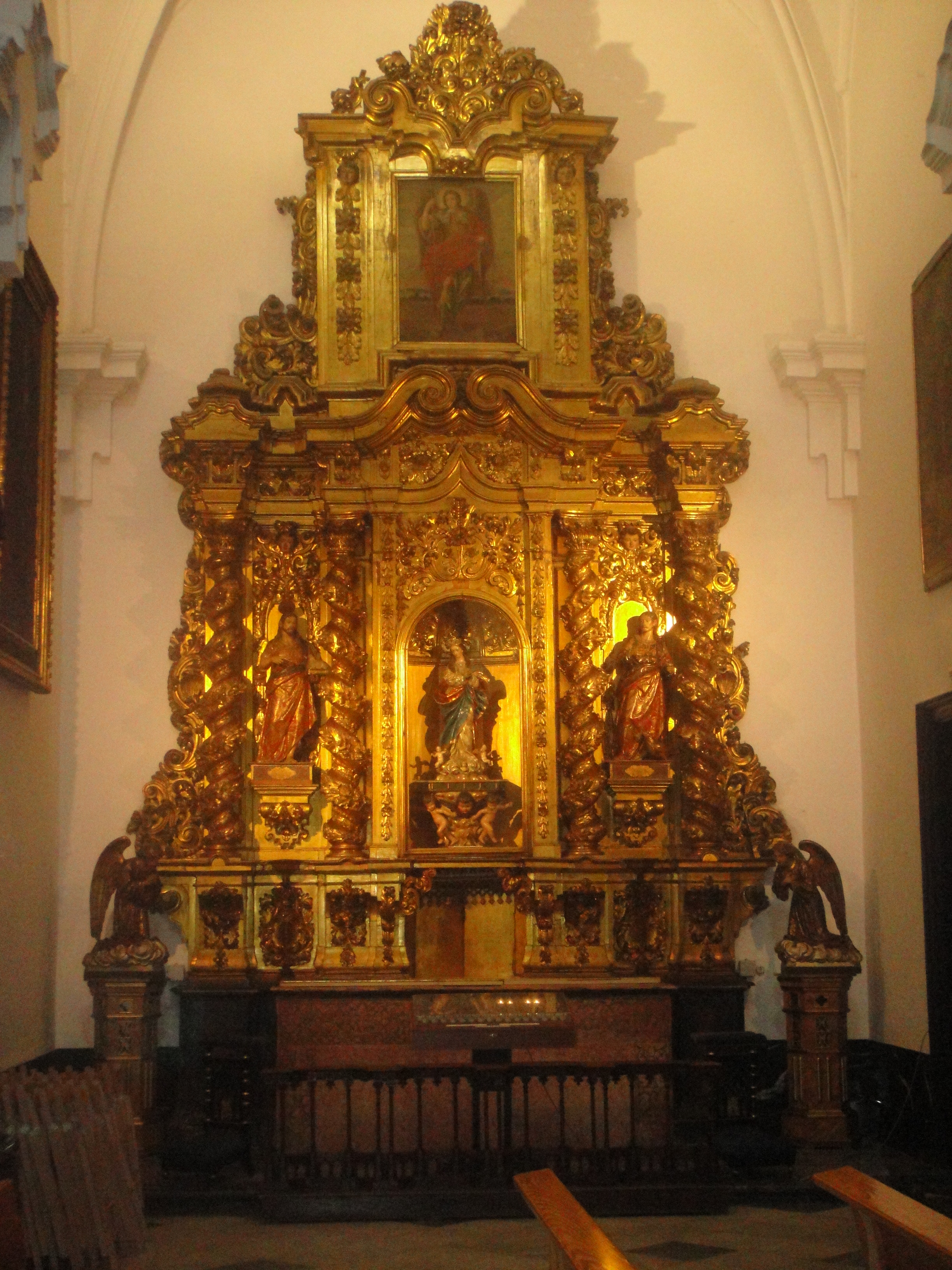
Retablo de la Inmaculada
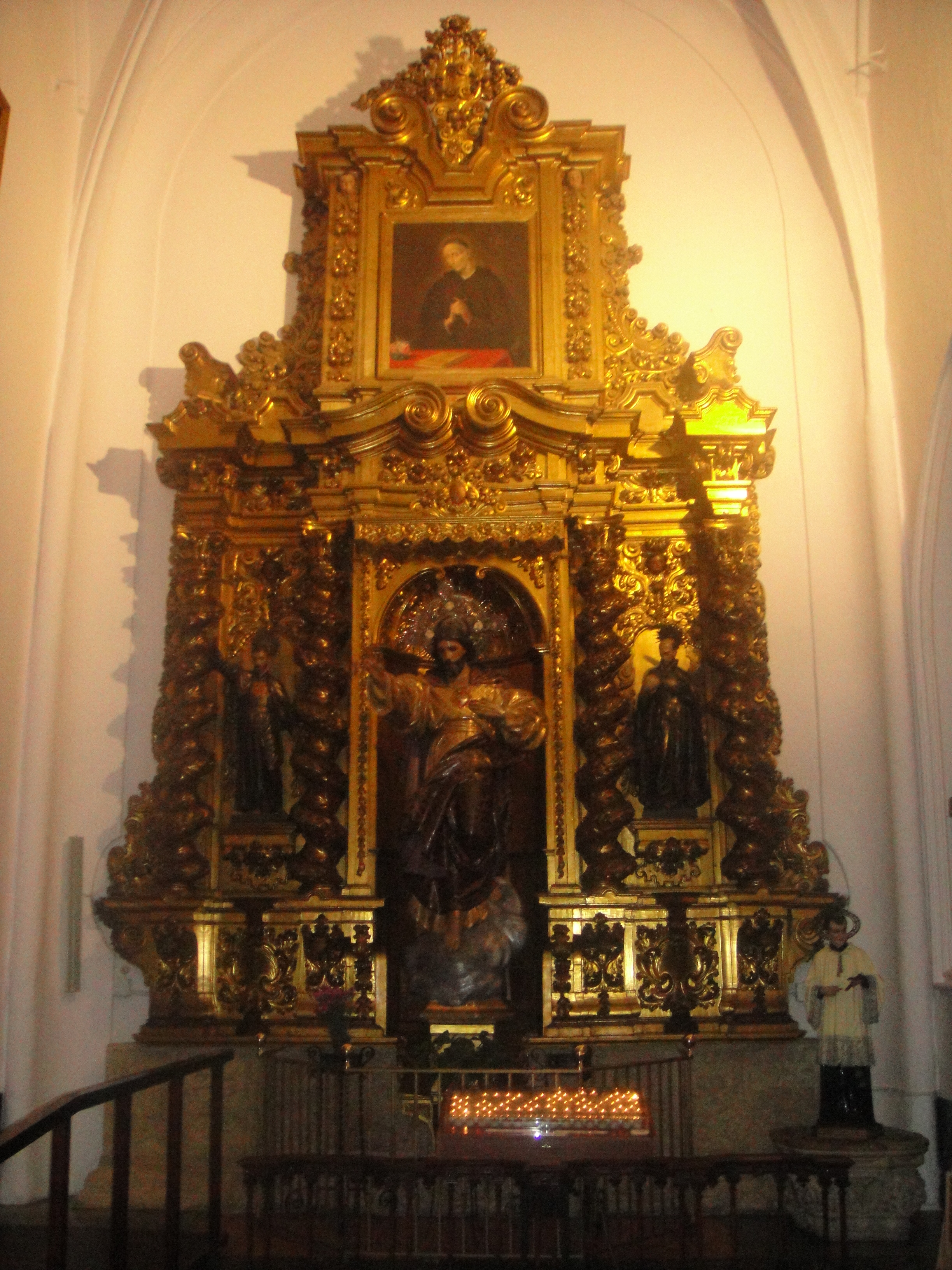
Retablo del Sagrado Corazón de Jesús
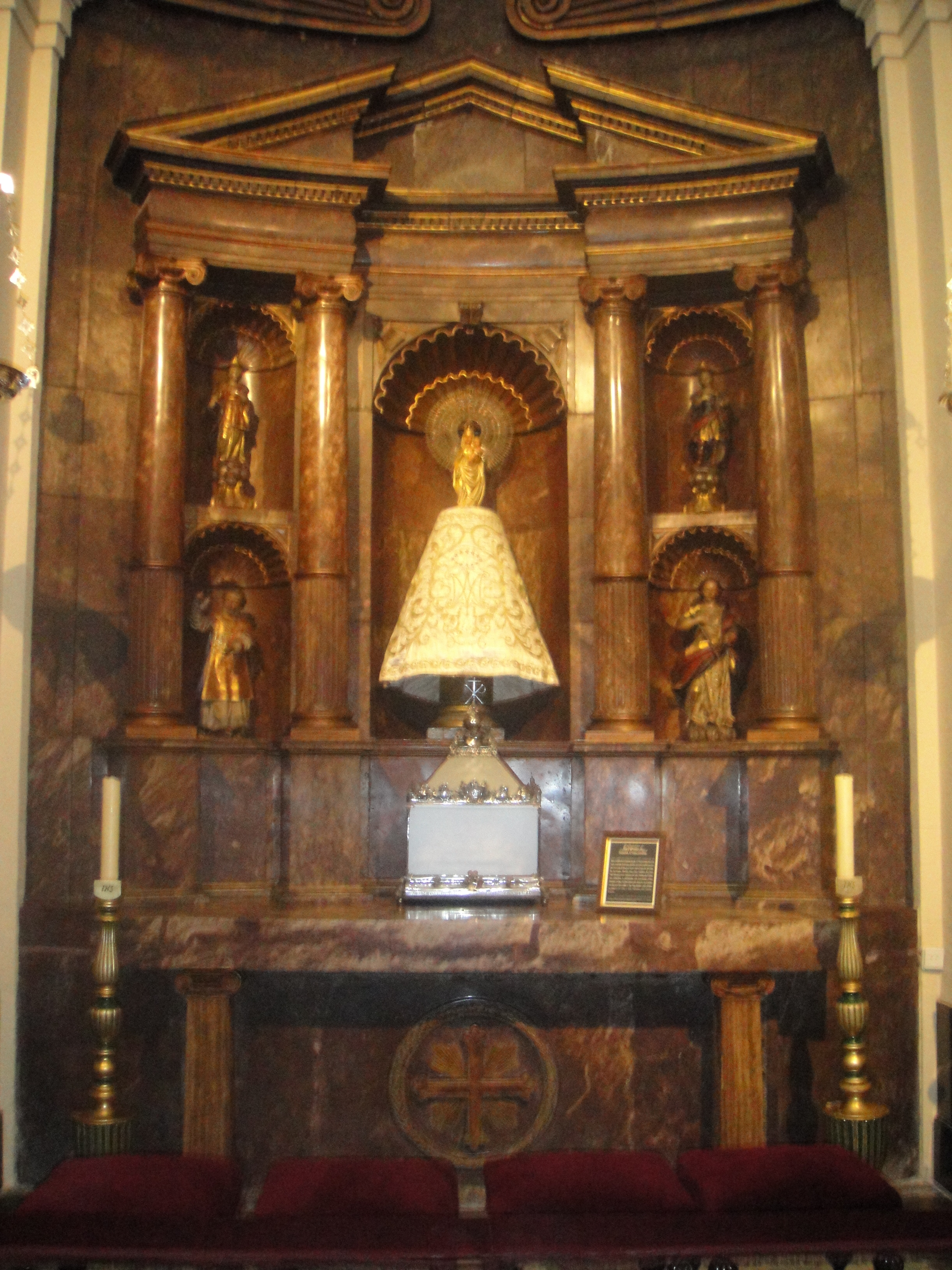
Retablo de la capilla de la Virgen del Pilar
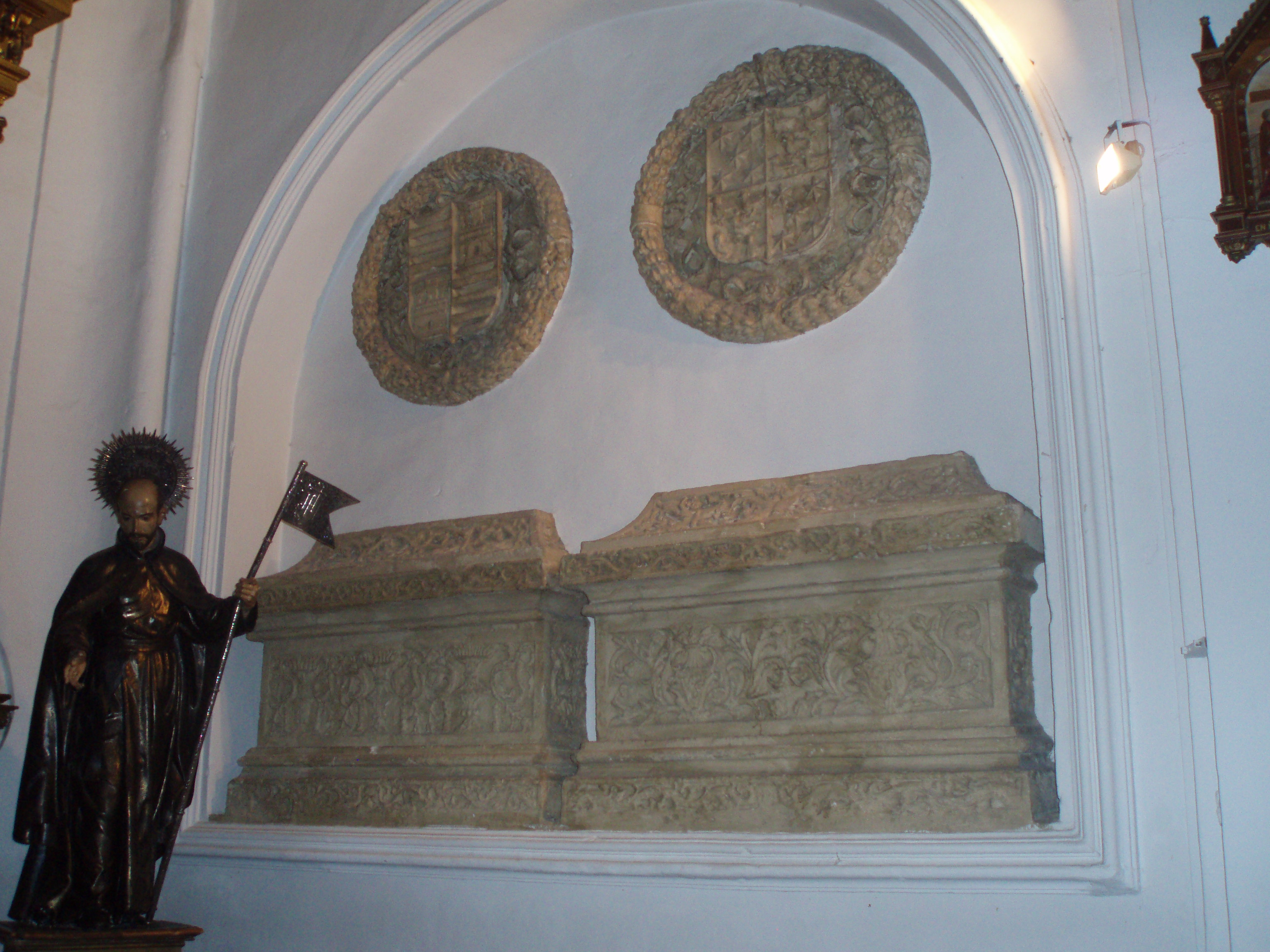
Sepulcros de Diego Fernández de Córdoba y Sancha García de Rojas.